# Dolmens de Quéric-la-Lande
Les dolmens de Quéric-la-Lande (Kéric la Lande) sont deux dolmens situés à Carnac, dans le Morbihan en France.

## Localisation
Les deux dolmens sont situés à environ 80 m au nord du lieu-dit Quéric-la-Lande : le dolmen nord, dit Er Mané est situé à 50 m au nord du dolmen sud dit Er-Roch-Vras.

## Historique
Lukis en a réalisé un relevé topographique en 1866. Les dolmens ont été fouillés par l'abbé Lavenot en 1869 et par Zacharie Le Rouzic en 1916. Les dolmens nord et sud sont classés au titre des monuments historiques par arrêtés respectifs du 18 mai 1931 et du 11 septembre 1929.

## Description
Les deux dolmens sont du type dolmen à couloir. 
Le dolmen nord est enserré dans un cairn à double enceinte, sa forme est presque triangulaire. La chambre est délimitée par dix orthostates sur lesquels repose une unique table de couverture de 2,30 m de long sur 1,70 m de large. Le dolmen est orienté à l'est. Un orthostate comporte une gravure de hache emmanchée. Le dolmen sud est délimité par neuf dalles dalles support. Il mesure 5,60 m de long pour une largeur de 1,20 m à l'entrée et de 2,20 m au fond de la chambre. Le sol de la chambre était recouvert galets.

## Mobilier archéologique
Dans le dolmen nord, Lavenot a recueilli des ossements très fragmentés dans l'angle sud-ouest de la chambre sur environ 1 m2 ainsi qu'un petit mobilier lithique (hachette polie en silex blanc, éclats de silex, fragment de fibrolithe) et une pendeloque. Le dolmen sud renfermait des fragments de poterie de couleur rouge et brune, des éclats de silex, deux haches et un fragment de hache en diorite.
Le mobilier archéologique découvert par Lavenot est conservé au Musée de Préhistoire de Carnac.